# خيال سياسي
ينبغي عدم الخلط بينه وبين الخيال القانوني

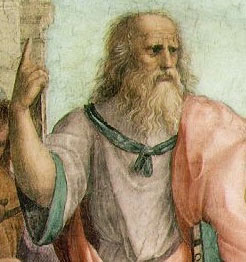
أفلاطون

توماس مور

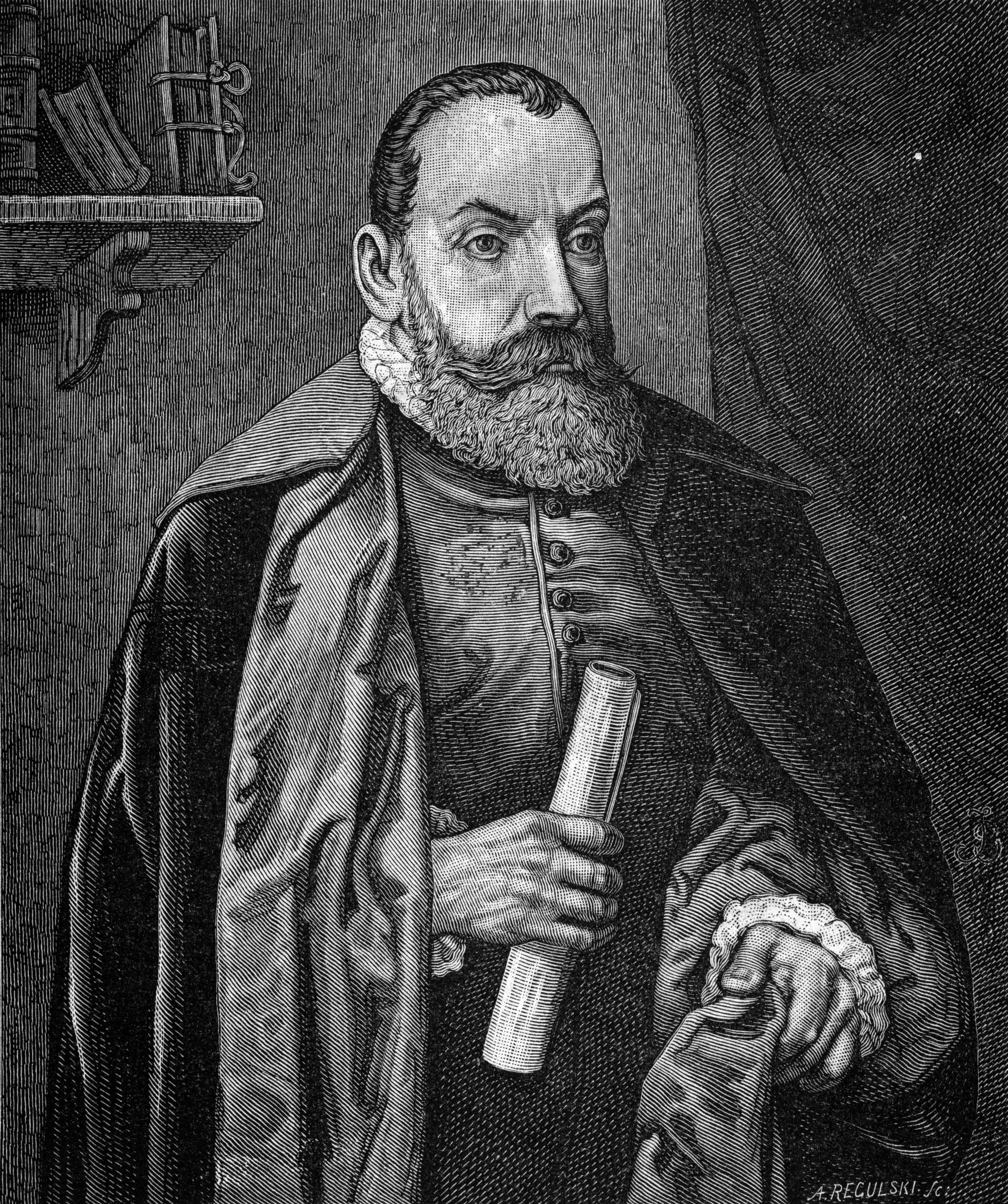
جان كوشانوسكي

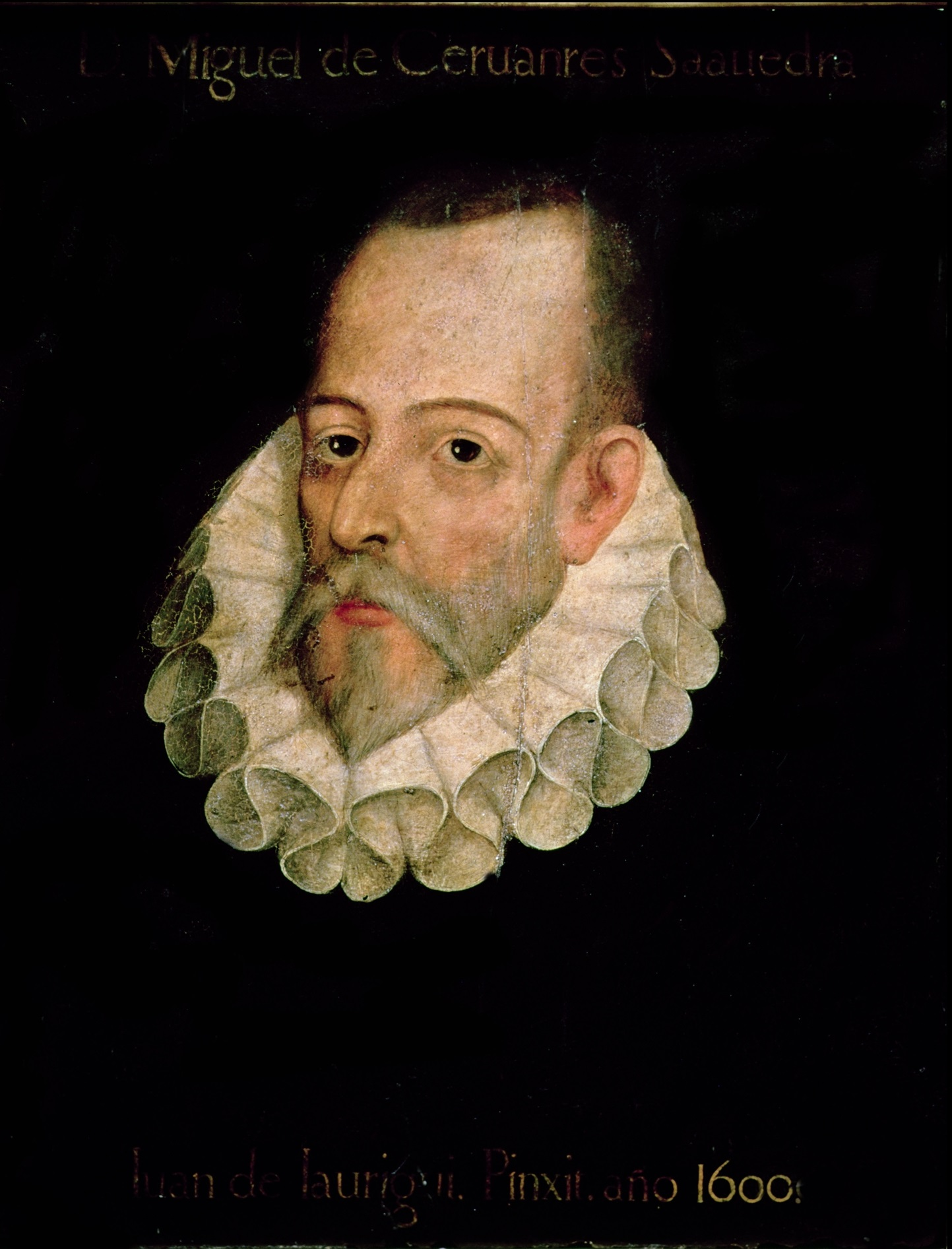
ميغيل دي ثيربانتس

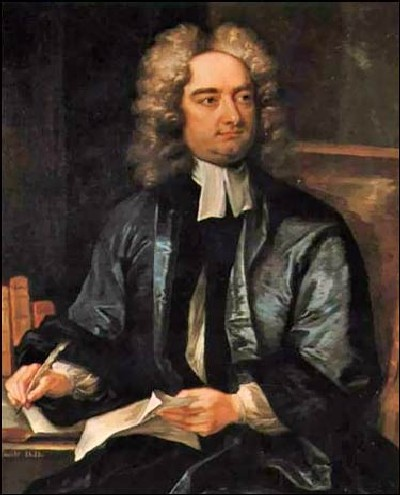
جوناثان سويفت

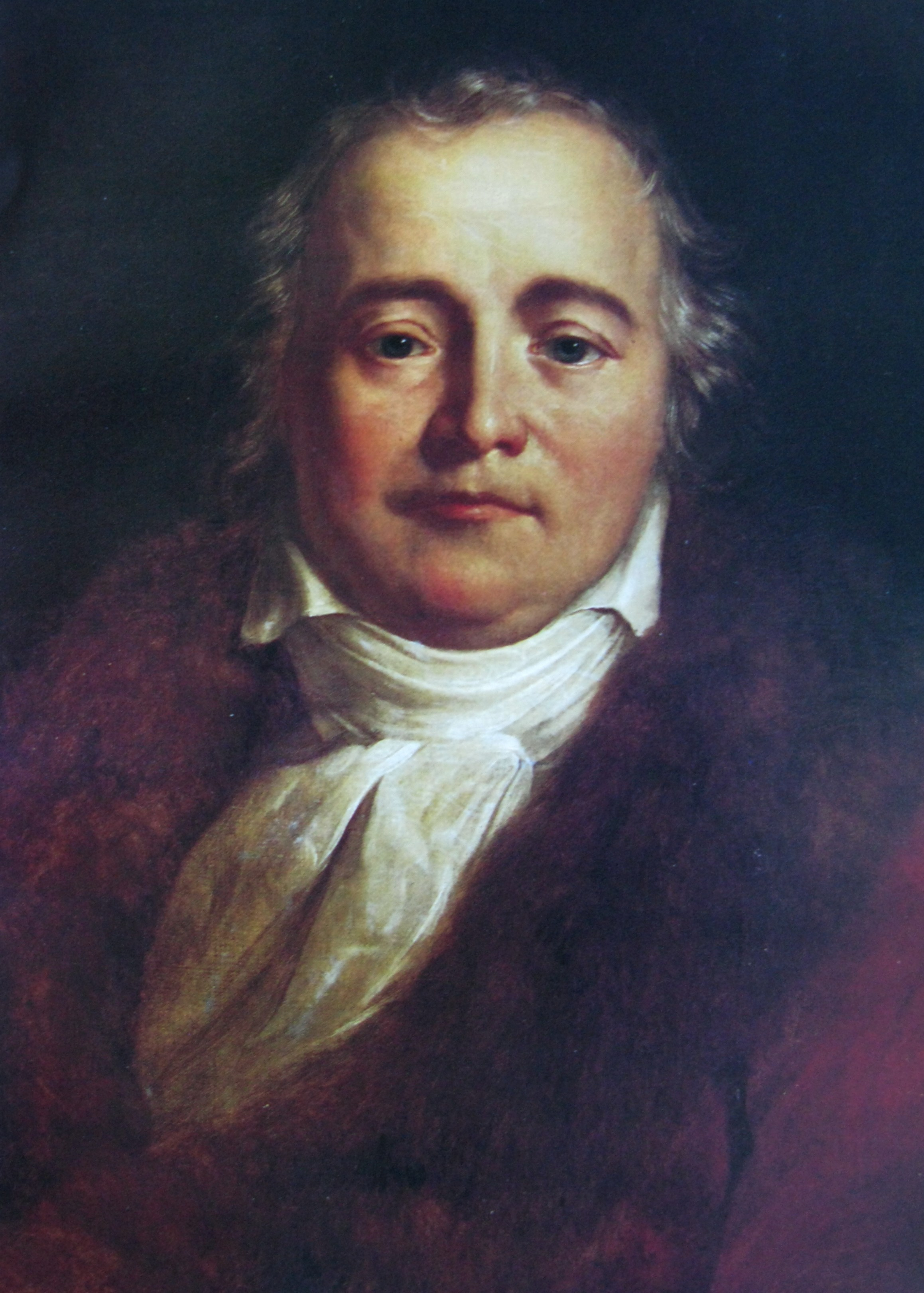
جوليان أورسين نيمشفيتش

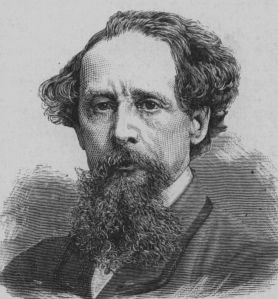
تشارلز ديكنز

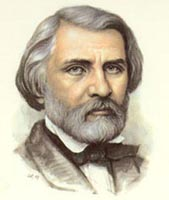
أيفان تورغينيف

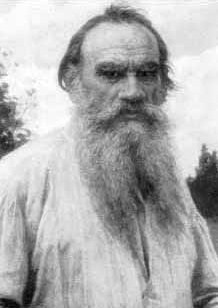
ليو تولستوي

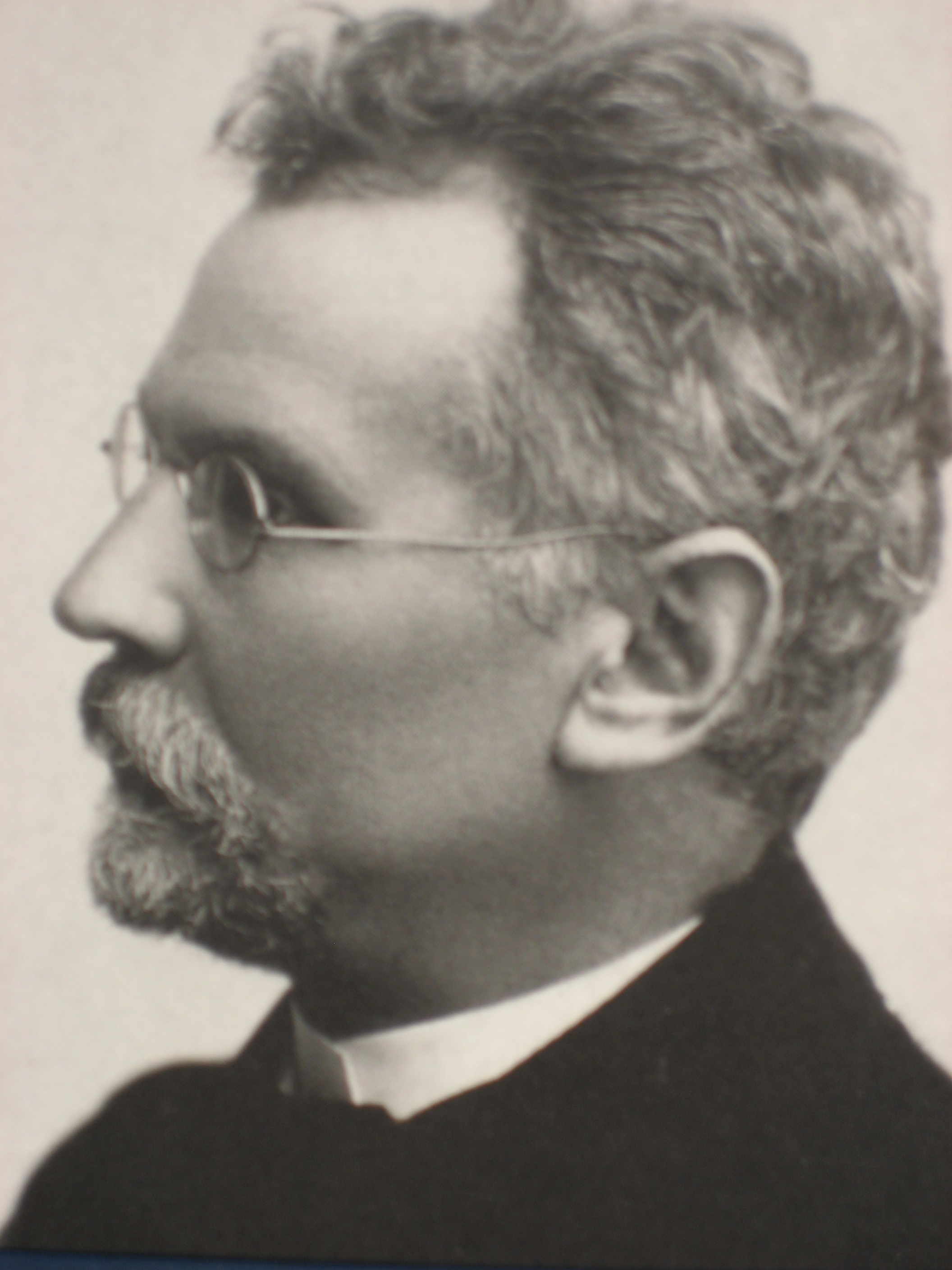
بوليسلاف بروس

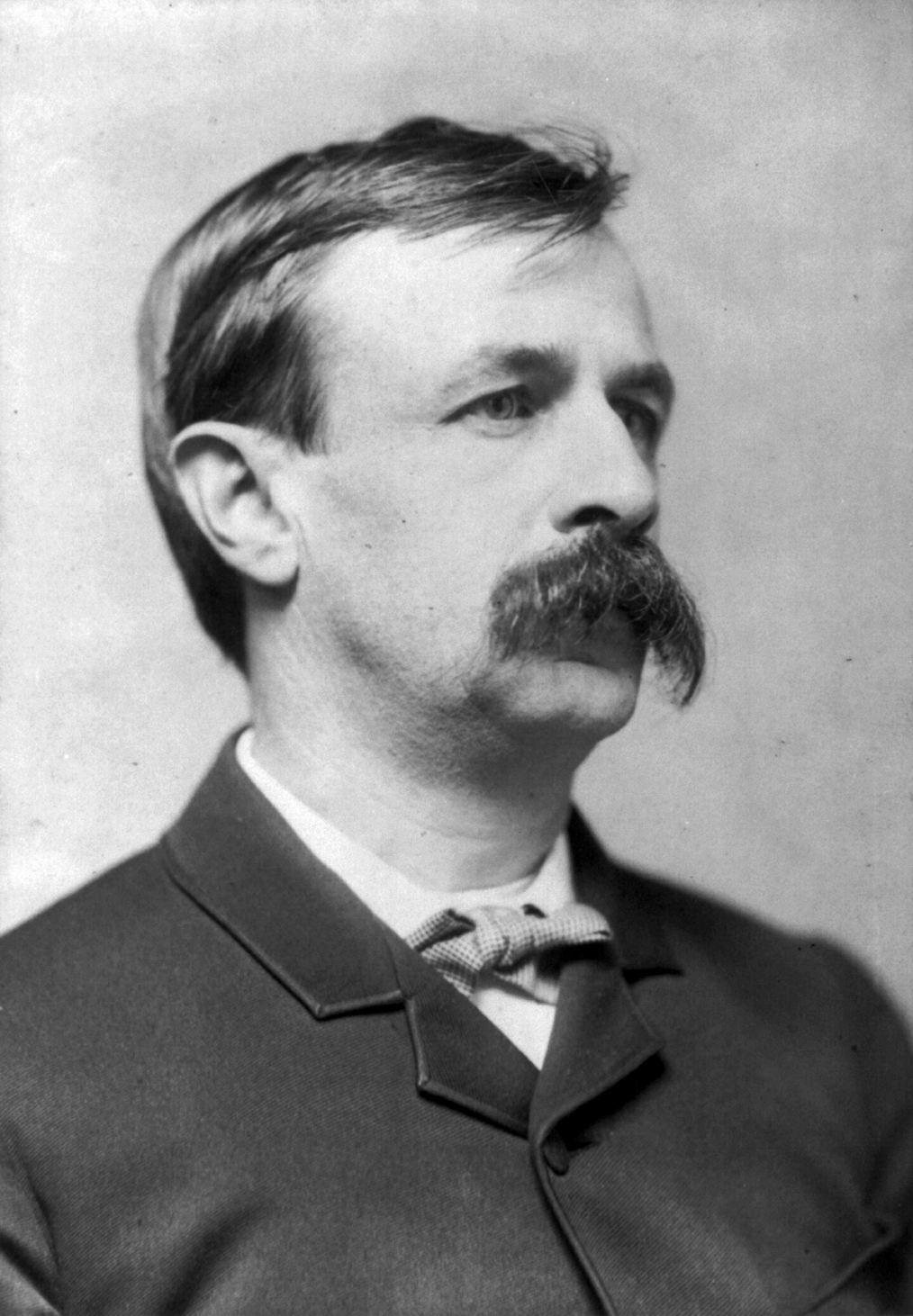
إدوارد بيلامي

الخيال السياسي أو الرواية السياسية هو نوع أدبي فرعي من الخيال الذي يتناول الشؤون السياسية. ويستخدم الخيال السياسي في كثير من الأحيان القص لتقديم نقد للأحداث السياسية والنظم والنظريات. إن أعمال الخيال السياسي غالبًا ما تقدم «نقدًا مباشرًا للمجتمع الحالي أو تقدم واقعًا بديلاً وفي بعض الأحيان يكون رائعًا».”
لقد تضمنت أعمال الخيال السياسي البارزة الديستوبيا الشمولية في مطلع القرن العشرين مثل رواية جاك لندن الكعب الحديدي (The Iron Heel) ورواية سنكلير لويس لا يمكن أن يحدث هنا (It Can't Happen Here). وبنفس الدرجة من التأثير، إن لم يكن أكثر، فقد كانت هناك أعمال للخيال السياسي أقدم مثل رحلات غوليفر (1726)، وكانديد (1759)، وكوخ العم توم (1852). كثيرًا ما يستخدم الخيال السياسي الأساليب الأدبية للهجاء، وفي كثير من الأحيان في خيال الديستوبيا واليوتوبيا أو الخيال العلمي الاجتماعي.

## أمثلة ملحوظة
فيما يلي قائمة ببعض الأمثلة الأقدم أو البارزة؛ والبعض الآخر ينتمي للقائمة الرئيسية
- الجمهورية (حوالي عام 360 قبل الميلاد) من تأليف أفلاطون
- الفصول الخمسة (Panchatantra) (حوالي عام 200 قبل الميلاد) من تأليف فيشو شارما
- المدينة الفاضلة (Utopia) (1516) من تأليف توماس مور
- مغادرة المبعوثين اليونانيين (1578) (The Dismissal of the Greek Envoys) من تأليف جان كوشانوسكي
- دون كيخوطي (1605) (Don Quijote) من تأليف ميغيل دي ثيربانتس
- المغامر سيمبليتسيسِموس (1668) (Simplicius Simplicissimus) من تأليف هانس ياكوب كريستوفل فون جريملسهاوزن
- رحلة الحجيج (1678) (The Pilgrim's Progress) من تأليف جون بونيان
- رسائل فارسية (1721) (Persian Letters) من تأليف مونتسكيو
- رحلات غوليفر (1726) (Gulliver's Travels) من تأليف جوناثان سويفت
- كانديد (1759) (Candide) من تأليف فولتير
- تاريخ ومغامرات ذرة (1769) (The History and Adventures of an Atom) من تأليف توبياس سموليت
- الأساطير والأمثال (1779) (Fables and Parables) من تأليف إجناسي كراسيكي
- عودة المفوض (1790) (The Return of the Deputy) من تأليف جوليان أورسين نيمشفيتش
- قائد البارتيزان (1836) (The Partisan Leader) من تأليف ناثانيل بيفيرلي تاكر
- بارنابي ردج (1841) (Barnaby Rudge) من تأليف تشارلز ديكنز
- الخطيب (1842) (The Betrothed) من تأليف ألساندرو مانزوني
- كونيسبي (رواية) (1844) (Coningsby) من تأليف بينجامين دزرائيلي
- سيبيل أو الدولتان (1845) (Sybil, or The Two Nations) من تأليف بينجامين دزرائيلي
- تانكريد (1847) (Tancred) من تأليف بينجامين دزرائيلي
- كوخ العم توم (1852) (Uncle Tom's Cabin) من تأليف هارييت بيتشر ستو
- قصة مدينتين (1859) (A Tale of Two Cities) من تأليف تشارلز ديكنز
- الآباء والبنون (1862) (Fathers and Sons) من تأليف أيفان تورغينيف
- روايات باليسير (1864 - 1879) (The Palliser novels) من تأليف أنطوني ترولوب
- الحرب والسلم (1869) (War and Peace) من تأليف ليو تولستوي
- الشياطين (1872) (Demons)، وتعرف أيضًا باسم الممسوس (The Possessed) أو الأبالسة (The Devils) من تأليف فيودور دوستويفسكي
- العصر الذهبي (1876) (The Gilded Age) من تأليف مارك توين وتشارلز دادلي وارنر
- الديمقراطية: رواية أمريكية (1880) (Democracy: An American Novel) من تأليف هنري بروكس آدمز
- الأميرة كازاماسيما (1886) (The Princess Casamassima) من تأليف هنري جيمس
- مواطنو بوسطن (1886) (The Bostonians) من تأليف هنري جيمس
- النظر إلى الماضي (1888) (Looking Backward) من تأليف إدوارد بيلامي
- فرعون (1895) (Pharaoh) من تأليف بوليسلاف بروس
- نوسترومو (1904) (Nostromo) من تأليف جوزيف كونراد
- الغابة (1906) (The Jungle) من تأليف أبتون سنكلير
- الكعب الحديدي (1908) (The Iron Heel) من تأليف جاك لندن
- تحت عيون غربية (1911) (Under Western Eyes) من تأليف جوزيف كونراد
- المحسنون ذوو السراويل الخشنة (1914) (The Ragged-Trousered Philanthropists) من تأليف روبرت تريسيل
- المحاكمة (1925) (The Trial) من تأليف فرانس كافكا
- القلعة (1926) (The Castle) من تأليف فرانس كافكا
- عالم جديد شجاع (1932) (Brave New World) من تأليف ألدوس هكسلي
- مزرعة الحيوان: رواية خيالية (1945) (Animal Farm: A Fairy Story) من تأليف جورج أورويل
- والدن الثاني (1948) (Walden Two) من تأليف بورهوس فريدريك سكينر
- 1984 (1949) من تأليف جورج أورويل
- الأخضر الداكن، الأحمر الساطع (1950) (Dark Green, Bright Red) من تأليف غور فيدال
- الأمريكي الهادئ (1955) (The Quiet American) من تأليف غراهام غرين
- أطلس هازًا كتفيه (1957) (Atlas Shrugged) من تأليف آين راند
- المرشح المنشوري (1959) (The Manchurian Candidate) من تأليف ريتشارد كوندون
- ممثلو الكوميديا (1966) (The Comedians) من تأليف غراهام غرين
- جناح السرطان (1967) (Cancer Ward) من تأليف ألكسندر سولجنيتسين
- واشنطن العاصمة (1967) (Washington, D.C.) من تأليف غور فيدال
- بُر (1973) (Burr) من تأليف غور فيدال
- حرب الشيكولاتة (1974) (The Chocolate War) من تأليف روبرت كورمير
- المحاربون (1975) (Guerrillas) من تأليف فيديادر سوراجبراساد نيبول
- رواية 1876 (1976) من تأليف غور فيدال
- فينلاند (1990) (Vineland) من تأليف توماس بينشون
- الولايات المتحدة للموز (2011) (United States of Banana) من تأليف جيانينا براشا

## الخيال العلمي
- جنود المركبة الفضائية (1959) (Starship Troopers) من تأليف روبرت أنسون هيينلين
- المعدمون: يوتوبيا الغموض (1974) (The Dispossessed: An Amiguous Utopia) من تأليف أوسولا لي جوين
- ثلاثية المريخ (1990 -) (Mars trilogy) من تأليف كيم ستانلي روبنسون